# Лемфёрде
Лемфёрде (нем. Lemförde) — община в Германии, в земле Нижняя Саксония.
Входит в состав района Дипхольц. Население составляет 2878 человек (на 31 декабря 2010 года). Занимает площадь 6,95 км².
| Год  | Население |
| ---- | --------- |
| 1990 | 2257      |
| 1995 | 2527      |
| 2000 | 2675      |
| 2005 | 2883      |
| 2010 | 2875      |